# 춘천 마라톤
조선일보 춘천 마라톤은 조선일보사가 주최한 대한민국의 춘천에서 열리는 국제 마라톤 대회이다.

## 연혁
- 1946년 제1회 조선일보 단축마라톤대회
- 1947년 손기정 세계재패기념 조선일보 마라톤대회로 격상
- 1991년 춘천으로 코스 이전
- 1995년 조선일보 춘천 국제 마라톤으로 격상
- 1996년 마스터즈 부문 신설

## 역대 우승자
- 2006년  엘리하 무타이 (남자) 2시간 13분 46초,  대한민국 윤선숙 (여자) 2시간 46분 04초
- 2007년  빅토르 망구쇼 (님지) 2시간 14분 01초,  대한민국 최경희 (여자) 2시간 35분 25초
- 2008년  마이클 조르게 키마니 (남자) 2시간 19분 01초,  대한민국 최경희 (여자) 2시간 44분 35초
- 2009년  에티오피아 무루게타 와미 (남자) 2시간 09분 50초,  대한민국 김선정 (여자) 2시간 49분 35초
- 2010년  벤자민 킵투 폴롬 (남자) 2시간 07분 54초,  대한민국 김선정 (여자) 2시간 43분 39초
- 2011년  스텐리 키플레팅 비요르 (남자) 2시간 07분 03초,  대한민국 오정희 (여자) 2시간 41분 23초
- 2012년  데이비드 캠보이 키멩 (남자) 2시간 10분 05초,  대한민국 박유진 (여자) 2시간 41분 55초
- 2013년  닉슨 쿠갓 (남자) 2시간 08분 29초,  대한민국 박유진 (여자) 2시간 41분 30초
- 2014년  닉슨 쿠갓 (남자) 2시간 07분 11초,  대한민국 염고은 (여자) 2시간 43분 33초

## 조선일보 반대 옥천 마라톤 대회
조선일보에 비판적인 단체들은 조선일보 춘천 마라톤에 대한 대안 대회로 조선일보 반대 마라톤 대회를 개최하였으며, 초창기에는 똑같이 춘천에서 개최되었으나 이후 옥천군으로 옮겨서 개최하였으며 2011년까지 9회에 걸쳐 연 1회 진행하였다.